# Pauschalbesteuerung
Die Besteuerung nach dem Aufwand (französisch Imposition d’après la dépense, italienisch Imposizione secondo il dispendio) oder kurz Pauschalbesteuerung oder Pauschalsteuer ist eine Regel des schweizerischen Einkommenssteuerrechts. Sie sieht vor, dass ausländische Staatsangehörige, die in der Schweiz Wohnsitz haben, aber dort nicht erwerbstätig sind, auf der Grundlage ihres (Lebens-)Aufwands besteuert werden können, statt wie alle anderen Steuerpflichtigen auf der Grundlage ihres Einkommens und Vermögens. 2018 gab es in der Schweiz 4557 Personen (weniger als ein Promille der Steuerpflichtigen), die pauschal besteuert wurden. Insgesamt bezahlten sie 821 Millionen Franken Steuern.

„Die Pauschalbesteuerung wirkt sich für wohlhabende und finanzstarke Personen aus dem Ausland positiv aus, weil z. B. das Ausfüllen von Steuererklärungen mit weltweiten Einkünften und Vermögen wegfällt. Durch die pauschale Festsetzung des steuerbaren Einkommens und Vermögens kann sich zusätzlich ein Steuervorteil ergeben. Ein weiterer Vorteil ist, dass der Kanton Uri überhaupt keine Erbschafts- und Schenkungssteuern bei Zuwendungen oder Erbschaften an direkte Nachkommen erhebt.“

## Geschichte
1862 bot der Kanton Waadt als erster Kanton aufgrund von touristischen und wirtschaftlichen Interessen nichterwerbstätigen Ausländerinnen und Ausländern eine besondere Besteuerungsart an. Der Kanton Genf kennt seit 1928 eine Aufwandbesteuerung, der Bund seit 1934.
Die Geburtsstunde der Aufwandbesteuerung war jedoch der 10. Dezember 1948, als sich die Kantone mit dem Abschluss des «interkantonalen Konkordats über den Ausschluss von Steuerabkommen» über einheitliche Regelungen in der Anwendung der Aufwandbesteuerung einigten, denen der Bund ein knappes Jahr später folgte. Das Konkordat hatte vor allem das Ziel, den stärker gewordenen Konkurrenzkampf zwischen den Kantonen und Gemeinden zu reduzieren, denn eine Vielfalt von kantonalen Regelungen führte in der ersten Hälfte des 20. Jahrhunderts zu sehr unterschiedlichen gesetzlichen Bestimmungen. Gleichzeitig enthielt das Konkordat auch eine Regelung, die den Konkordatskantonen die Kompetenz gesetzlich geregelter Steuererleichterungen für bestimmte Gruppen von Steuerpflichtigen zusprach. Dazu gehörte auch die Aufwandbesteuerung.
Am 14. Dezember 1990 wurde schliesslich die Aufwandbesteuerung im Bundesgesetz über die direkte Bundessteuer (DBG; SR 642.11) und im Bundesgesetz über die Harmonisierung der direkten Steuern der Kantone und Gemeinden (StHG; SR 642.14) verankert.

## Rechtslage
Für die direkte Bundessteuer ist die Besteuerung nach dem Aufwand seit 1. Januar 1995 in Art. 14 DBG geregelt. Darauf gestützt hat der Schweizerische Bundesrat eine Verordnung erlassen. Sie regelt die zur Erhebung der Steuer erforderlichen Vorschriften. Die ESTV hat mit dem Kreisschreiben Nr. 9 vom 3. Dezember 1993 Richtlinien zur Anwendung dieser Rechtsgrundlagen herausgegeben, die seit der Steuerperiode 1995/1996 Anwendung finden.
Auf Kantonsebene ist die Besteuerung nach dem Aufwand in Art. 6 StHG geregelt. In Anlehnung an das DBG legt es die Rahmenbedingungen verbindlich für alle Kantone fest. Damit wurde bewirkt, dass sich die kantonalen Regelungen im Wesentlichen gleichen. Die Einzelheiten ergeben sich aus den jeweiligen kantonalen Steuergesetzen.

### Subjektive Voraussetzungen
Eine natürliche Person, welche die Besteuerung nach dem Aufwand in Anspruch nehmen möchte, hat besondere persönliche Voraussetzungen zu erfüllen:
- Sie muss erstmals oder nach mindestens 10-jähriger Landesabwesenheit ihren steuerrechtlichen Wohnsitz oder Aufenthalt in der Schweiz nehmen und
- darf dort keiner Erwerbstätigkeit nachgehen.

Die Besteuerung nach dem Aufwand steht natürlichen Personen unabhängig ihrer Staatsangehörigkeit bis zum Ende der laufenden Steuerperiode zu. Für Nichtschweizer sieht das DBG diese Besteuerung auch in den Folgeperiode vor. Die Kantone können Nichtschweizern diese Besteuerung ebenfalls weiterhin zugestehen.

### Objektive Voraussetzungen
Bemessungsgrundlage sind nicht die weltweiten Einkünfte, sondern die jährlichen Lebenshaltungskosten des Steuerpflichtigen und der von ihm unterhaltenen und in der Schweiz lebenden Personen.
Als Mindestaufwand gilt dabei seit dem 1. Januar 2016 im Regelfall der 7-fache Wert der Wohnungsmiete des Steuerpflichtigen oder des Eigenmietwerts. Verfügt der Steuerpflichtige in der Schweiz über keine selbstbewohnte Liegenschaft ist im Regelfall der 3-fache Pensionspreis für Unterkunft und Verpflegung zu berücksichtigen. Dabei gilt eine Mindestbemessungsgrundlage von 400.000 Schweizer Franken.
Ergänzt wird die Bemessung durch eine Kontrollrechnung, welche sicherstellt, dass die Steuer nach dem Aufwand nicht niedriger ausfällt als die ordentlichen Steuern auf Einkünfte aus schweizerischen Quellen und ausländische Einkünfte, für die Vorteile aus bestehenden Doppelbesteuerungsabkommen in Anspruch genommen werden. Auf Kantonsebene umfasst diese Kontrollrechnung auch die in der Schweiz gelegenen Vermögenswerte.

### Rechtslage in den Kantonen
| Kanton                 | Pauschalbesteuerung möglich | Anzahl Pauschalbesteuerte | Steuerertrag in Mio. CHF |
| ---------------------- | --------------------------- | ------------------------- | ------------------------ |
| Zürich                 | Nein                        | –                         | –                        |
| Bern                   | Ja                          | 200                       | 27,90                    |
| Luzern                 | Ja                          | 113                       | 19,30                    |
| Uri                    | Ja                          | 10                        | 0,97                     |
| Schwyz                 | Ja                          | 83                        | 17,80                    |
| Obwalden               | Ja                          | 39                        | 5,60                     |
| Nidwalden              | Ja                          | 61                        | 8,50                     |
| Glarus                 | Ja                          | 4                         | 0,25                     |
| Zug                    | Ja                          | 106                       | 21,30                    |
| Freiburg               | Ja                          | 95                        | 4,00                     |
| Solothurn              | Ja                          | 8                         | 0,50                     |
| Basel-Stadt            | Nein                        | –                         | –                        |
| Basel-Landschaft       | Nein                        | –                         | –                        |
| Schaffhausen           | Nein                        | –                         | –                        |
| Appenzell Ausserrhoden | Nein                        | –                         | –                        |
| Appenzell Innerrhoden  | Ja                          | 20                        | 1,66                     |
| St. Gallen             | Ja                          | 55                        | 8,10                     |
| Graubünden             | Ja                          | 264                       | 46,98                    |
| Aargau                 | Ja                          | 23                        | 1,92                     |
| Thurgau                | Ja                          | 87                        | 8,70                     |
| Tessin                 | Ja                          | 955                       | 109,00                   |
| Waadt                  | Ja                          | 1260                      | 203,78                   |
| Wallis                 | Ja                          | 1231                      | 90,07                    |
| Neuenburg              | Ja                          | 36                        | 3,90                     |
| Genf                   | Ja                          | 696                       | 158,00                   |
| Jura                   | Ja                          | 36                        | 2,08                     |

## Abschaffung der Pauschalbesteuerung

### Kantonale Initiativen
Im Februar 2009 führte eine Initiative der Alternativen Liste im Kanton Zürich zur dortigen Abschaffung der kantonalen Pauschalsteuer. 52,9 Prozent der Stimmberechtigten befürworteten die Abschaffung der Pauschalsteuer gegen die Empfehlung des Zürcher Kantonsrats und des Regierungsrats. Darauf verliessen tatsächlich etwas weniger als die Hälfte der zuvor pauschalbesteuerten Personen den Kanton. Daraufhin wurde in den Kantonen Schaffhausen, Appenzell Ausserrhoden, Basel-Land und Basel-Stadt die Pauschalbesteuerung abgeschafft. Die Kantone Schwyz, Luzern, Bern, Nidwalden, Appenzell Innerrhoden, Glarus und Thurgau haben die Pauschalbesteuerung in Volksabstimmungen bestätigt, die Bestimmungen wurden jedoch in allen Kantonen verschärft, teils durch angenommene Gegenvorschläge. In St. Gallen wurde die Abschaffung und ein Gegenvorschlag vom Volk angenommen, wobei der Gegenvorschlag in der Stichfrage gewann. In zehn Kantonen (UR, ZG, FR, SO, GR, AG, TI, VD, VS und GE) wurde die Pauschalbesteuerung in den Kantonsparlamenten bestätigt.
Die Sozialdemokratische Partei der Schweiz beschloss an ihrer Delegiertenversammlung am 28. März 2009, schweizweit für die Abschaffung der Pauschalbesteuerung anzugehen, und lancierte darauf in verschiedenen Kantonen Volksinitiativen.

### Nationale Volksinitiative zur Abschaffung der Pauschalsteuer
Im März 2011 beschloss die Alternative Linke eine Initiative zur Abschaffung der Pauschalbesteuerung auf nationaler Ebene zu lancieren. Am 19. Oktober 2012 wurde diese Initiative bei der Bundeskanzlei eingereicht, sie kommt am 30. November 2014 zur Abstimmung. Die AL, SolidaritéS, PdA, SP, Grüne, EVP, Piraten, SD, Travail.Suisse, Unia und Schweizerischer Gewerkschaftsbund befürworten die Initiative. Sie argumentieren, dass die Pauschalsteuer undemokratisch sei, da sie mit dem Prinzip der Besteuerung nach wirtschaftlicher Leistungsfähigkeit bricht und daher ein ungerechtes Steuerprivileg darstellt. Die Pauschalsteuer wirke zudem als Preistreiber auf dem Immobilienmarkt. Auch entfällt das Argument, dass Pauschalbesteuerte bei einer Abschaffung einfach den Kanton bzw. die Seeseite wechseln könnten.
Dagegen sind die CVP, FDP, SVP, BDP, GLP, Lega, Finanzdirektorenkonferenz, Schweizerischer Gewerbeverband und economiesuisse. Sie weisen darauf hin, dass Pauschalbesteuerte für Steuern im Umfang von 1 Milliarde Franken aufkommen, 22’000 Arbeitsplätze sicherstellen sowie gemeinnützige Projekte im Umfang von jährlich 740 Millionen Franken unterstützen. Weiter sei die Initiative ein Eingriff in die Steuerautonomie der Kantone.
Der Vorschlag der Volksinitiative zur Abschaffung der Pauschalsteuer in der gesamten Schweiz wurde am 30. November 2014 mit 59,2 Prozent Nein-Stimmen abgelehnt.

## Vergleichbare ausländische Regeln
Auch andere Staaten wollen vermehrt vermögende Steuerzahler anziehen. Das bekannteste Beispiel ist Grossbritannien, wo bei bestimmten Ausländern nur der aus dem Ausland nach Großbritannien transferierte Teil des Einkommens steuerbar ist. Das britische „Non-Dom-System“ (30.000 UK£ Pauschalabgabe) ist dabei – wenn auch nicht direkt vergleichbar – teilweise vorteilhafter, denn es erlaubt, anders als in der Schweiz, eine zeitlich beschränkte Erwerbstätigkeit. Viele Ausländer, die ein paar Jahre in Großbritannien arbeiten, profitieren von dieser Regelung.
Eine vergleichbare Regelung wurde im Jahr 2016 (mit Wirkung ab 2017) auch in Italien eingeführt. Ausländische Steuerpflichtige, die ihren Wohnsitz nach Italien verlegen, werden auf Antrag mit einem Pauschalbetrag von 100.000 € besteuert. Damit sind all ihre ausländischen Erträge in Italien definitiv besteuert. Sie können zudem ihre Angehörigen in dieses Pauschalbesteuerungssystem einbeziehen, wobei dann jeweils zusätzliche 25.000 € an Steuern anfallen. Voraussetzung ist, dass der betreffenden Steuerpflichtige innerhalb der letzten 10 Jahre nicht mehr als ein Jahr in Italien steuerlich ansässig war. Diese Pauschalregelung kann für maximal 15 Jahre in Anspruch genommen und jederzeit vom Steuerpflichtigen gekündigt werden.